# 495253 Hanszimmer
495253 Hanszimmer è un asteroide della fascia principale. Scoperto nel 2013, presenta un'orbita caratterizzata da un semiasse maggiore pari a 2,4045424 UA e da un'eccentricità di 0,2426167, inclinata di 8,66212° rispetto all'eclittica.